# Station Stava-Staben
Station Stava-Staban is een spoorwegstation aan de Vintzgouwspoorlijn bij het dorp Staben in de gemeente Naturns (Italië-Zuid-Tirol).
De stationsnaam wordt volgens de regels van Trenitalia in het Italiaans aangegeven, gevolgd door het Duits als lokale taal.